# Deutsche Vorentscheidung zum Eurovision Song Contest 1978
1978 wurde der deutsche Beitrag in einem neuen Modus ermittelt.
Nach den Erfahrungen der Vorjahre versuchte der für die Vorbereitungen in diesem Jahr verantwortliche Südwestfunk einen neuen Modus. Für die Auswahl wurden mit der GEMA und dem Bundesverband der Phonographischen Wirtschaft zwei Partner gewonnen. Eine neunköpfige Jury aus drei GEMA-Mitarbeitern (keine Komponisten, die teilgenommen haben), drei Diskjockeys und drei Musikjournalisten, wählte die Beiträge für das Finale aus. Die Komponisten wurden aufgefordert, Beiträge einzusenden.
Es wurden nur 53 Beiträge eingereicht, da nur wenige Tage zwischen der Aufforderung durch die Münchener GEMA-Geschäftsstelle, mit dem Versand der Teilnahmebedingungen, und dem Einsendeschluss lagen.
Es wurden zunächst zehn Titel ausgewählt, die nachträglich durch fünf weitere für das Finale ergänzt werden.
Im Finale wurden die Titel Anfang März 1978 im Radio vorgestellt und eine Hörerumfrage durch das Bonner Meinungsforschungsinstitut infas ausgewertet. Diese Umfrage sollte zu einem Drittel zur Wertung beitragen.
Platzierungen der Hörerumfrage
| Nr. | Interpret             | Titel (Musik/Text)                                                        | Quote | Platz |
| --- | --------------------- | ------------------------------------------------------------------------- | ----- | ----- |
| 01. | Cindy & Bert          | Was die Sterne lenkt (Bernd Müller-Franz / Walter Brandin)                | 05,15 | 005.  |
| 02. | Jochen Brauer Group   | Lieder, die aus dem Radio klingen (Jürgen Triebel / Horst Herbert Krause) | 04,07 | 011.  |
| 03. | Marianne Rosenberg    | Nein, weinen werd’ ich nicht (Joachim Heider / Christian Heilburg)        | 05,03 | 007.  |
| 04. | Tony                  | Mädchen wie Helena (Hans-Georg Moslener / Manfred Oberdörffer)            | 04,51 | 009.  |
| 05. | Andy Norden           | Susann (Jimmy Bowien / Andy Norden)                                       | 03,81 | 014.  |
| 06. | Albatros              | Komm und bleib die Nacht bei mir (Jimmy Bowien / Wolfgang Mürmann)        | 04,16 | 010.  |
| 07. | Helena                | Männer wie Du (Hans-Georg Moslener / Wolfgang Mürmann)                    | 03,98 | 012.  |
| 08. | Peter, Sue & Marc     | Charlie Chaplin (Rolf Zuckowski)                                          | 05,31 | 003.  |
| 09. | Brunhilde Lamberty    | Kennst du die Zeit? (Wolfgang Dyhr / Siegfried Freymann)                  | 03,70 | 015.  |
| 10. | Freya & Bernd Wippich | Ich trag’ deinen Namen (Bernd Wippich / Christian Heilburg)               | 03,91 | 013.  |
| 11. | Sunrise               | Liverpool (Hanno Harders, Holger Kopp / Bernd Meinunger)                  | 05,34 | 002.  |
| 12. | Jonny Hill            | Louisiana (Hans-Georg Moslener / Wolfgang Mürmann)                        | 04,90 | 008.  |
| 13. | Ireen Sheer           | Feuer (Jean Frankfurter / John Möhring)                                   | 05,56 | 001.  |
| 14. | Cindy & Bert          | Chanson d’été (Bert Berger)                                               | 05,30 | 004.  |
| 15. | Royal Brewery         | Ein Lied für Europa (Drafi Deutscher)                                     | 05,04 | 006.  |

Eine neue achtköpfige Jury aus vier GEMA-Mitarbeitern und vier Musikjournalisten sollte mit ihrer Wertung zwei Drittel zum Ergebnis beitragen. Diese Jury schlug jedoch vor, keinen der Beiträge nach Paris zu entsenden, da sie keinen der Titel für den Wettbewerb als geeignet sahen.
Die für den Wettbewerb Verantwortlichen beim SWF teilten diese Meinung nicht und nahmen deshalb die Hörerumfrage als alleiniges Kriterium für die Auswahl.
Ireen Sheer führte knapp vor den Gruppen Sunrise und Peter, Sue & Marc. Somit wurde ihr Titel Feuer dem Publikum als Beitrag am 15. April 1978 in der Sendung Auf Los geht’s los mit Joachim Fuchsberger vorgestellt.
Ireen Sheer belegte beim  Eurovision Song Contest in Paris mit 84 Punkten den 6. Platz.